# Trump kontra Egyesült Államok
A Trump kontra Egyesült Államok (angolul: Trump v. United States) az Amerikai Egyesült Államok Legfelsőbb Bírósága egyik kulcsfontosságú döntése volt, amiben a bíróság kijelentette, hogy az ország elnökeinek van immunitása büntetőeljárásokkal szemben, olyan bűncselekményekért, amiket elnöki hivatalukkal kapcsolatban követtek el. A döntés következtében az elnök abszolút mentességet kapott minden olyan cselekményre, amibe a Kongresszusnak nincs beleszólása. Az ügy a Donald Trump elleni eljárásokból ered, amik a 2020-as elnökválasztás elcsalásával és a január 6-i támadással voltak kapcsolatosak. Ez volt az első alkalom, hogy a Legfelsőbb Bíróság döntést hozott egy ügyben, ami egy elnök hivatalos elnöki cselekményeivel kapcsolatos bűncselekményekről szólt.
2024. július 1-én a bíróság 6–3 arányban, ideológiai alapon úgy döntött, hogy Trump rendelkezik abszolút immunitással olyan cselekményekért, amiket alkotmányos hatalmával követett el, feltételezett mentességgel minden hivatalos cselekményért és semmilyen immunitással nem elnöki cselekményeiért. A bíróság nem volt hajlandó arról dönteni, hogy ezen kategóriákba pontosan milyen cselekmények tartoznak, az ügyet visszaküldte alacsonyabb bírósági szintekre. A hat republikánus elnök által kinevezett bíró mind Trump mellett szavazott, a három demokrata elnök által kinevezett pedig ellene. Az immunitás minden elnökre vonatkozik, nem csak Trumpra. A döntés következtében Joe Biden több reformjavaslatot is beadott a bíróság átszervezésére.

## Jogi háttere

### Általános
Az 1982-es Nixon v. Fitzgerald ítéletében a Legfelsőbb Bíróság úgy döntött, hogy az elnöknek van immunitása polgári peres eljárásokkal szemben, amik elnöki tevékenységükhöz kapcsolódnak és pénzügyi büntetéssel zárulnak. Az 1997-es Clinton v. Jonesban ezt egyértelműsítették, kijelentve, hogy bármilyen cselekményért, ami a hivatali időszaka kezdete előtt volt, az elnök büntethető. A United States v. Nixon (1974) és a Trump v. Vance (2020) ügyekben a bíróság korlátozta az elnök privilégiumait, 2020-ban John Roberts azt írta döntésében, hogy az elnök kötelessége, hogy „bemutasson bizonyítékokat, mikor arra felkérik büntetőeljárások közben.”
Három különböző polgári peres ügy is indult Trump ellen (később egyesítve, mint Thompson v. Trump) a Capitolium elleni támadással kapcsolatban, kártérítést kérve az elnöktől. Trump kijelentette, hogy az ügyben elnöki immunitással rendelkezik. 2022 februárjában Amit Mehta washingtoni kerületi ügyész ezt elutasította, engedélyezve az eljárások folytatódását. A főváros fellebbviteli bírósága ezzel egyetértett 2023 decemberében. Az ítéletben viszont megjegyezték, hogy Trump később még felhozhatja az immunitás kérdését az eljárásban. Ezt a döntést nem vitte a Legfelsőbb Bíróságra az elnök ügyvédi csapata.

### Közvetlen alsó bírósági háttere
2023. december 1-én Tanya Chutkan bíró elutasította Trump kijelentését, hogy immunitással rendelkezik dokumentumkezelési ügyében. Trump ezt fellebbezte a washingtoni kerületi fellebbviteli bíróságon december 7-én, azzal a céllal, hogy felfüggessze az ügy folyamatát. Jack Smith különleges tanácsadó, aki az államügyész volt az ügyben, megpróbálta megkerülni a fellebbviteli bíróságot, azt kérve, hogy egyenesen a Legfelsőbb Bíróságra kerüljön az ügy, felszólítva őket, hogy döntsenek minél hamarabb. 2023. december 22-én a Legfelsőbb Bíróság úgy döntött, hogy nem fogja meghallgatni az ügyet, visszaküldve a kerületi bíróságra.
A fellebbviteli bíróság 2024. február 6-án döntött, azt ítélve, hogy Trumpnak nem volt elnöki immunitása. A dokumentumban megírták, hogy szerintük az immunitás jóváhagyása engedélyezné, hogy az elnök annyi bűncselekményt kövessen el, amennyit akar.

## A döntés
2024. július 1-én a Legfelsőbb Bíróság 6–3 arányban úgy döntött, hogy a fellebbviteli bíróság döntése helytelen volt, és hogy az elnöknek volt immunitása minden olyan cselekmény esetében, amelyet hivatala alkotmányosan megadott köreiben folytatott, de nincs immunitása magánügyekben és egyes hivatalos ügyekben. John G. Roberts főbíró, az ítélet szerzője azt írta, hogy az elnök elvárhatja, hogy immunitással rendelkezik minden olyan cselekménnyel kapcsolatban, amelyet az alkotmány által rátestált hatalmával végzett el, úgymint a hadsereg irányítása, kegyelmek adása, törvények vétózása, külkapcsolatok, bevándorlás kezelése és bírók kinevezése. Roberts viszont kijelentette, hogy olyan cselekményekben, amelyek nem tartoznak az elnök közvetlen alkotmányos hatalma alá vagy meg vannak osztva a Kongresszussal, nem rendelkezhet teljes immunitással. Véleménye szerint el lehet ítélni hivatalos cselekményeket is, ha az ügyészek be tudják bizonyítani, hogy a vádak nem hoznák veszélybe a végrehajtó hatalom működését. A nem hivatalos körben elkövetett bűncselekmények ellen nincs immunitása az elnöknek. Az el nem ítélhető elnöki cselekmények nem használhatók fel bizonyítékként más ügyekben. Roberts megjegyezte, hogy a döntés minden elnökre vonatkozik és a hatalmi ágak szétválasztását vette alapul.
A bíróság viszont nem volt hajlandó eltörölni a Trump elleni vádemelést. A bíróság ezek mellett úgy döntött, hogy az, hogy vádak szerint Trump felhasználta az Igazságügyi Minisztériumot, hogy megváltoztassa a 2020-as választás eredményét, nem büntethető, de nem döntött arról, hogy az elnöki munkakörbe tartozott-e az alelnök, állami tisztviselők és bíróságok nyomás alá helyezése.
Saját, az eredetit támogató, véleményében Clarence Thomas megkérdőjelezte Jack Smith kinevezésének legalitását, azt írva, hogy „ha nincs törvény a különleges tanácsadó hivatalának létrehozásáról, akkor nincs joga folytatni az eljárást.” Thomas véleménye szerint a hivatalt a Kongresszusnak kéne felállítania, a kinevezést pedig a Szenátus jóváhagyásával lefolytatnia.
Saját, az eredetit részben támogató, véleményében Amy Coney Barrett egyetértett azzal, hogy az elnöknek jár immunitás alkotmányos hatalma alá tartozó cselekményekért, de máshogy folytatta volna le annak eldöntését, hogy mi is tartozik ebbe a kategóriába. Először eldöntené, hogy egy büntető törvény illik-e az ügyre, majd ez után tenné fel a kérdést, hogy ez gátolná-e az elnök alkotmányos hatalmát. Barrett kijelentette, hogy az elnöknek nincs immunitása bármilyen cselekményben, amit a törvényhozás ellen követ el, hiszen nincs közvetlen hatalma felette. Ezek mellett ellenezte azt is, hogy ne lehessen bizonyítékként használni a cselekedeteket.
Ellenvéleményében Sonia Sotomayor kijelentette, hogy az immunitás megadása teljesen átformázná az elnöki hivatalt és megadná a lehetőséget az elnöknek, hogy bűncselekményeket kövessen el. Sotomayor szerint a többség döntése lényegében kibővíti, hogy mi is tartozik az elnök hivatalos kötelességei közé, megakadályozva az ügyészeket, hogy eljárást indítsanak az elnök ellen. Kifejezte aggodalmát, hogy a döntés szerint az elnök immunis lenne olyan esetekben, mint politikai ellenfelek meggyilkolása és vesztegetés elfogadása. A mentességről azt mondta, hogy az alapító atyák soha nem adtak volna ekkora hatalmat az elnöknek. Véleményét a következő sorral zárta: „Féltve demokráciánkat, a döntést ellenzem.”
Saját, az eredetit ellenző, véleményében Ketanji Brown Jackson azt írta, hogy a döntésnek súlyos gyakorlati következményei lennének, lényegében engedélyezve, hogy az elnök visszaélhessen hatalmával.

## Reakciók

### A döntésre
Trump kijelentette, hogy a döntés nagy győzelem volt a demokráciának, amivel ügyvédjei is egyetértettek, kijelentve, hogy a döntés befolyással lehet az titkos dokumentumok illetéktelen kezelésével kapcsolatos ügyére.
Alexandria Ocasio-Cortez képviselő kijelentette a döntés után, hogy amint visszatér gyűlésezni a Képviselőház, be fog adni kérvényeket felelősségre vonási (impeachment) kérvényeket a bírók ellen, bár azt nem tisztázta le, hogy kikre gondolt.
Quentin Fulks, Joe Biden elnökségi kampányának helyettes menedzsere kijelentette, hogy a bíróság gyakorlatilag egy diktatúra kulcsait adta Trumpnak a döntéssel. A kampány több tagja is kifejezte csalódottságát. Az elnök a döntés utáni napon szólalt meg először, szerinte a döntés veszélyes volt, ami szerinte azt jelentette, hogy nincs semmilyen határa, hogy mit szabad és mit nem szabad egy elnöknek, a hatalom határait mindössze maga az elnök fogja megszabni saját magának. Hozzátette, hogy Trump visszatérése kifejezetten veszélyes lenne az ítélet következtében.

## Következmények
Hetekkel a döntés bejelentése után Joe Biden egy véleménycikkben a The Washington Postban három pontban megosztotta javaslatait a bíróság megreformálására. Ezek közé tartozott a bírók terminusának korlátozása, élethosszig tartó mandátumuk helyett 18 évre csökkentve azt, illetve egy etikai kódex elfogadása, ami alapján a bírókat felelősségre lehetne vonni. Az új rendszer szerint minden elnök két évente jelölne ki egy bírót, így terminusonként két bíró kijelöléséhez lenne joga a kormányfőnek. A harmadik kérése az immunitás visszavonása volt, ami közvetlenül megváltoztatná a bíróság meghozott döntését egy alkotmánymódosítással. A reformok bevezetésének esélye viszont elég alacsonyra volt értékelve, hiszen a Képviselőházat akkor a republikánusok irányították és Mike Johnson, a házelnök, ki is jelentette, hogy nem lesz hajlandó vele foglalkozni. A Szenátus 50–50 arányban megosztott volt.

## Fordítás
Ez a szócikk részben vagy egészben  a   Trump v. United States (2024) című angol Wikipédia-szócikk ezen változatának fordításán alapul.  Az eredeti cikk szerkesztőit annak laptörténete sorolja fel. Ez a jelzés csupán a megfogalmazás eredetét és a szerzői jogokat jelzi, nem szolgál a cikkben szereplő információk forrásmegjelöléseként.